# Chinesische Hüpfmaus
Die Chinesische Hüpfmaus (Eozapus setchuanus) ist ein Nagetier in der Familie Hüpfmäuse und die einzige Art ihrer Gattung. Bis zum Ende des 20. Jahrhunderts waren westlichen Forschern nur etwa 12 Exemplare bekannt, deren Bälge in verschiedenen Museen Europas und Nordamerikas aufbewahrt werden.

## Beschreibung
Das Tier erreicht eine Kopf-Rumpf-Länge von 8 bis 10 cm und eine Schwanzlänge von 10 bis 15 cm. Auffällig sind die 2,5 bis 3,3 cm langen Hinterfüße. Das Fell hat auf der Oberseite eine schmutzig orange und am Bauch eine weißliche Farbe. Entsprechend ist der Schwanz oberseits dunkel und unterseits hell. Er ist am Ende mit einer weißen Quaste ausgestattet.
Diese Hüpfmaus kommt in den chinesischen Provinzen Qinghai, Gansu, Ningxia, Shaanxi, Sichuan und Yunnan vor. Sie bewohnt Gebirge, die 3.000 bis 4.000 Meter hoch sind und hält sich in Steppen, Buschland und kaltgemäßigten Wäldern auf.
Sonst ist fast nichts über die Lebensweise bekannt.
Die IUCN sieht keine entscheidenden Hindernisse für die chinesische Hüpfmaus und listet sie als nicht gefährdet (Least Concern).